# Irina Bokowa

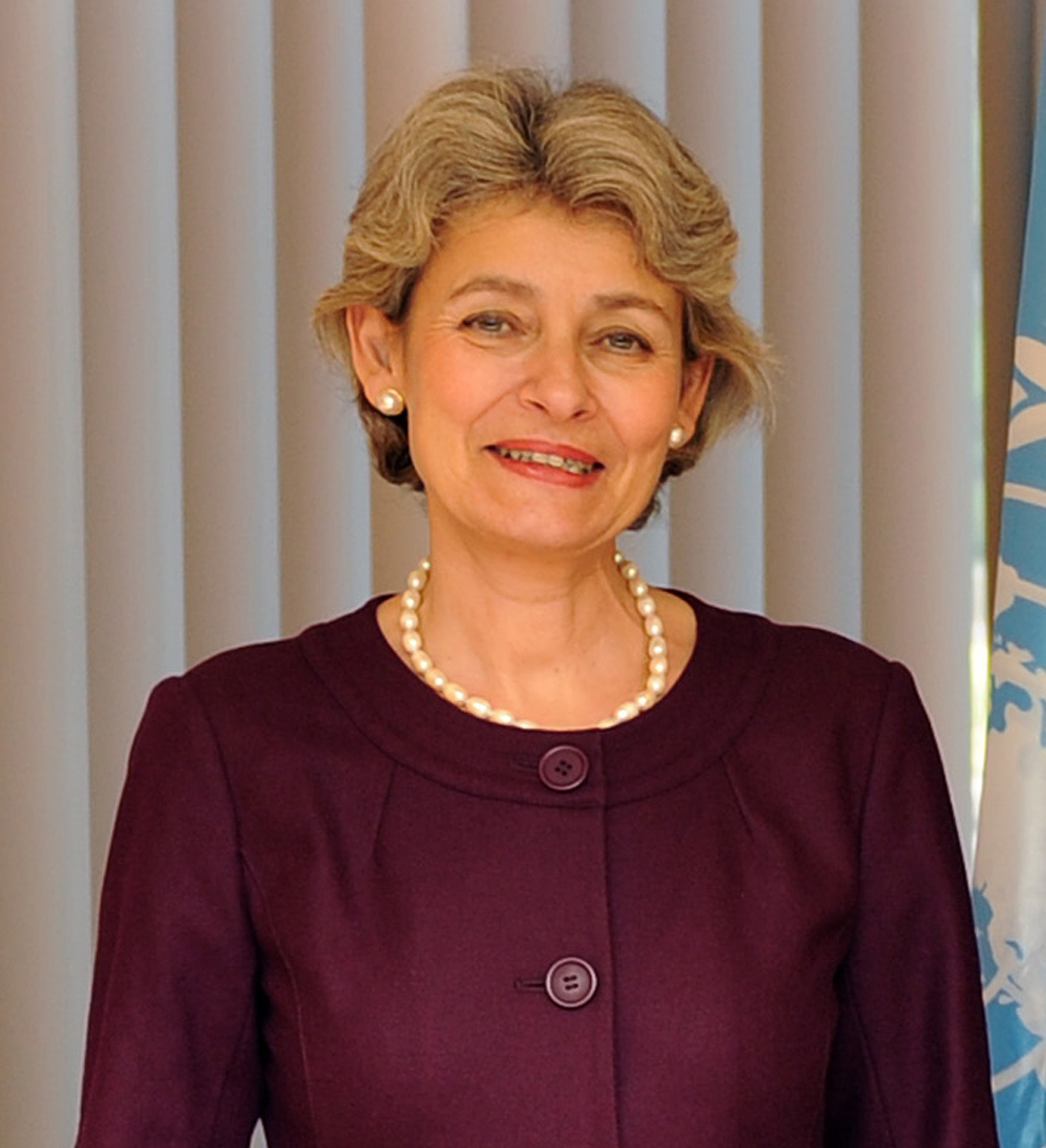
Irina Bokowa (2009), im Oktober 2009

Irina Georgiewa Bokowa (auch Irina Georgieva Bokova geschrieben, bulgarisch Ирина Георгиева Бокова; * 12. Juli 1952 in Sofia) ist eine bulgarische Politikerin der Bulgarischen Sozialistischen Partei (BSP) und vom 15. November 2009 bis 15. November 2017 Generaldirektorin der UNESCO.

## Ausbildung und politische Karriere
Irina Bokowa ist Tochter von Georgi Bokow, einem ehemaligen Chefredakteur von Rabotnitschesko delo (Die Arbeitersache), dem Zentralorgan der Bulgarischen Kommunistischen Partei von 1948 bis 1990. Ihr Abitur legte sie 1971 an der angesehenen First English Language School in Sofia ab. Anschließend studierte sie am Moskauer Staatlichen Institut für Internationale Beziehungen, an dem sie 1976 den Titel Master of Business Administration erwarb. Ein Aufbaustudium zum Thema der US-amerikanischen Außenpolitik absolvierte sie 1989 an der University of Maryland School of Public Affairs.
1977 trat sie in das bulgarische Außenministerium ein, an dem sie verschiedene Positionen innehatte. Zeitweise war sie Mitarbeiterin Bulgariens bei den Vereinten Nationen in New York. Zwischen 1986 und 1990 fungierte sie als Beraterin des Außenministers im Rang einer Ersten Sekretärin. Von 1995 an koordinierte sie als Stellvertreterin des Ministers die Beziehungen Bulgariens zur Europäischen Union. Von November 1996 bis Februar 1997 leitete sie im Kabinett von Premierminister Schan Widenow das Ministerium geschäftsführend.
Als Mitglied der Bulgarischen Sozialistischen Partei gehörte sie zwischen 1990 und 1991 der verfassungsgebenden Großen bulgarischen Nationalversammlung sowie zwischen 2001 und 2005 dem Narodno Sabranie, dem nationalen Parlament, an. Ab 2005 war sie bulgarische Botschafterin in Frankreich und Monaco sowie bei der UNESCO.
Seit 2008 gehört sie der Jury des Internationalen Nürnberger Menschenrechtspreises an.
2010 wurde sie Ehrenmitglied der Academia Europaea. 2016 war sie Kandidatin Bulgariens für die Nachfolge von Ban Ki-moon als Generalsekretär der Vereinten Nationen. 2020 wurde Bokowa in die American Academy of Arts and Sciences gewählt.

## UNESCO
Am 22. September 2009 schlug sie der UNESCO-Exekutivrat als Nachfolgerin von Kōichirō Matsuura zur Generaldirektorin der Organisation vor. Zuvor hatte sie sich in fünf Wahlgängen gegen ihren schärfsten Konkurrenten, den Ägypter Faruk Hosni, und sieben weitere Bewerber durchgesetzt. Die Generalkonferenz der UNESCO bestätigte ihre Wahl am 15. Oktober 2009. Die offizielle Amtsübergabe war am 15. November 2009. Sie ist damit die erste Frau und die erste Vertreterin eines früheren sozialistischen Staates an der Spitze einer UN-Organisation.
Für ihre Leistungen in diesem Amt erhielt sie 2011 die Ehrendoktorwürde der Universität Haifa.
Bokovas Amtszeit endete am 15. November 2017; am 10. Oktober 2017 wurde Audrey Azoulay zu ihrer Nachfolgerin gewählt.

## Weltkulturerbe im syrischen Krieg
Nachdem der Islamische Staat im Irak und der Levante (ISIL) die syrische Oasenstadt Palmyra, welche zum Weltkulturerbe gehört, im Jahr 2015, dem vierten Jahr des Krieges in Syrien, erobert hatte, beging er dort Gräuel an der Bevölkerung und zerstörte Ruinen, Statuen, Tempel und Grabmäler. Im August wurde der ehemalige Chef-Archäologe Palmyras, Khaled Asaad, öffentlich enthauptet und gekreuzigt. Ende März 2016, im fünften Jahr des Kriegs in Syrien, eroberten syrische Regierungstruppen mit Unterstützung der russischen Luftwaffe und der libanesisch-schiitischen Hisbollah-Miliz die antike Ruinenstadt Palmyra zurück. Irina Bokowa begrüßte diese Offensive in ihrer Funktion als UNESCO-Generaldirektorin.

## Kritik
Im Rahmen der Kaviar-Diplomatie erhielt ihr Ehemann, der Diplomat Kalin Mitrev, von 2012 bis 2014 Zahlungen in Höhe von mindestens 425000 Euro.

## Familie
Irina Bokowa ist verheiratet und hat zwei erwachsene Kinder.